# Leonardus van der Voort
Leonardus van der Voort (gedoopt Boxtel, 5 februari 1762 – aldaar, 8 oktober 1809) was een arts en politicus ten tijde van de Bataafse Republiek.

## Familie
Leonardus was een zoon van Henricus Justinus van der Voort (1714-1783), en Maria Magdalena Swinkels (1720-1797). Zijn vader was herbergier, brouwer en schepen en zijn moeder was fabrikante van linnens en garens.
Van der Voort trouwde met Elisabeth Rouppe (1781-1814), dochter van een Rotterdamse arts.

## Loopbaan
Van der Voort studeerde geneeskunde aan de Leidse Hogeschool en promoveerde op zijn dissertatie "De morbis pulmonum" (1787). Hij vestigde zich als arts.
Van der Voort was begin 1795 lid van de provinciale municipaliteit van Heusden en was tot maart 1796 schepen van deze stad. Hij ging als afgevaardigde naar de Eerste Nationale Vergadering (1796-1797), waarna hij terugkeerde naar zijn geboorteplaats Boxtel. Van 1803 tot 1805 was hij lid van het bestuur van Boxtel, in 1806 werd hij er schout.